# Roger Moore (acteur)

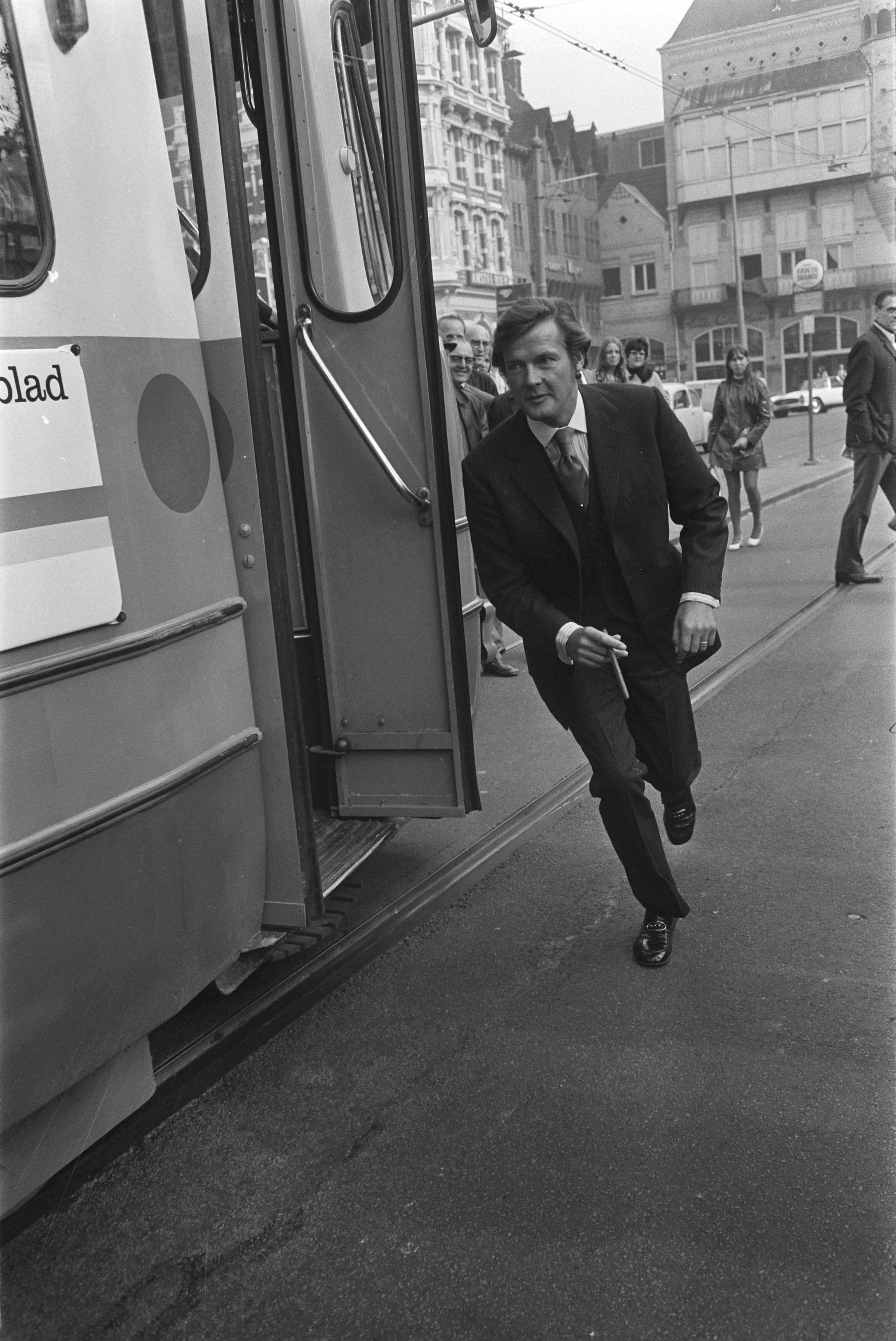
Roger Moore haalt de tram op het Rembrandtplein in Amsterdam, tijdens opname van een reclamefilmpje, zaterdag 10 oktober 1970

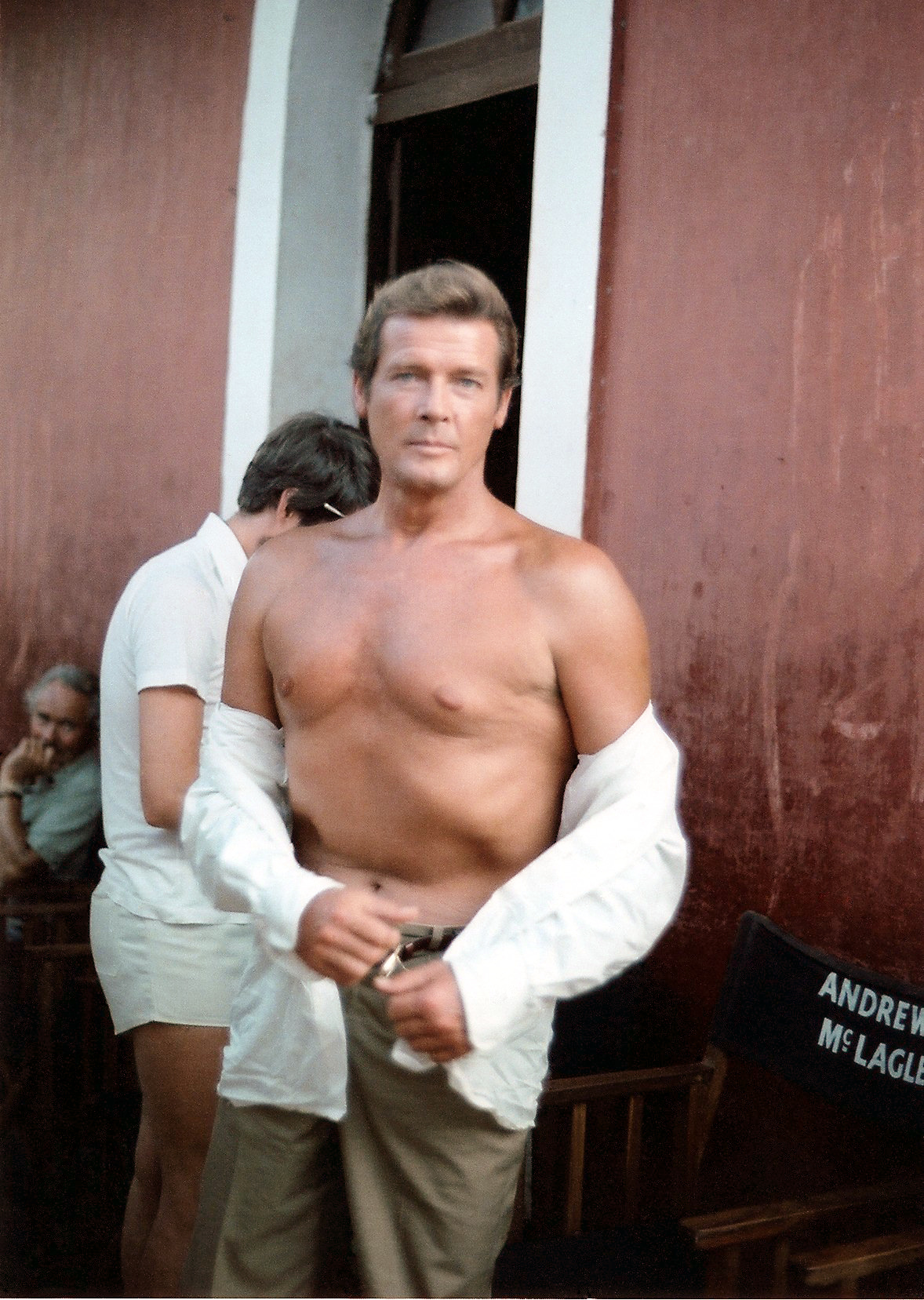
Roger Moore op de set van The Sea Wolves in 1979

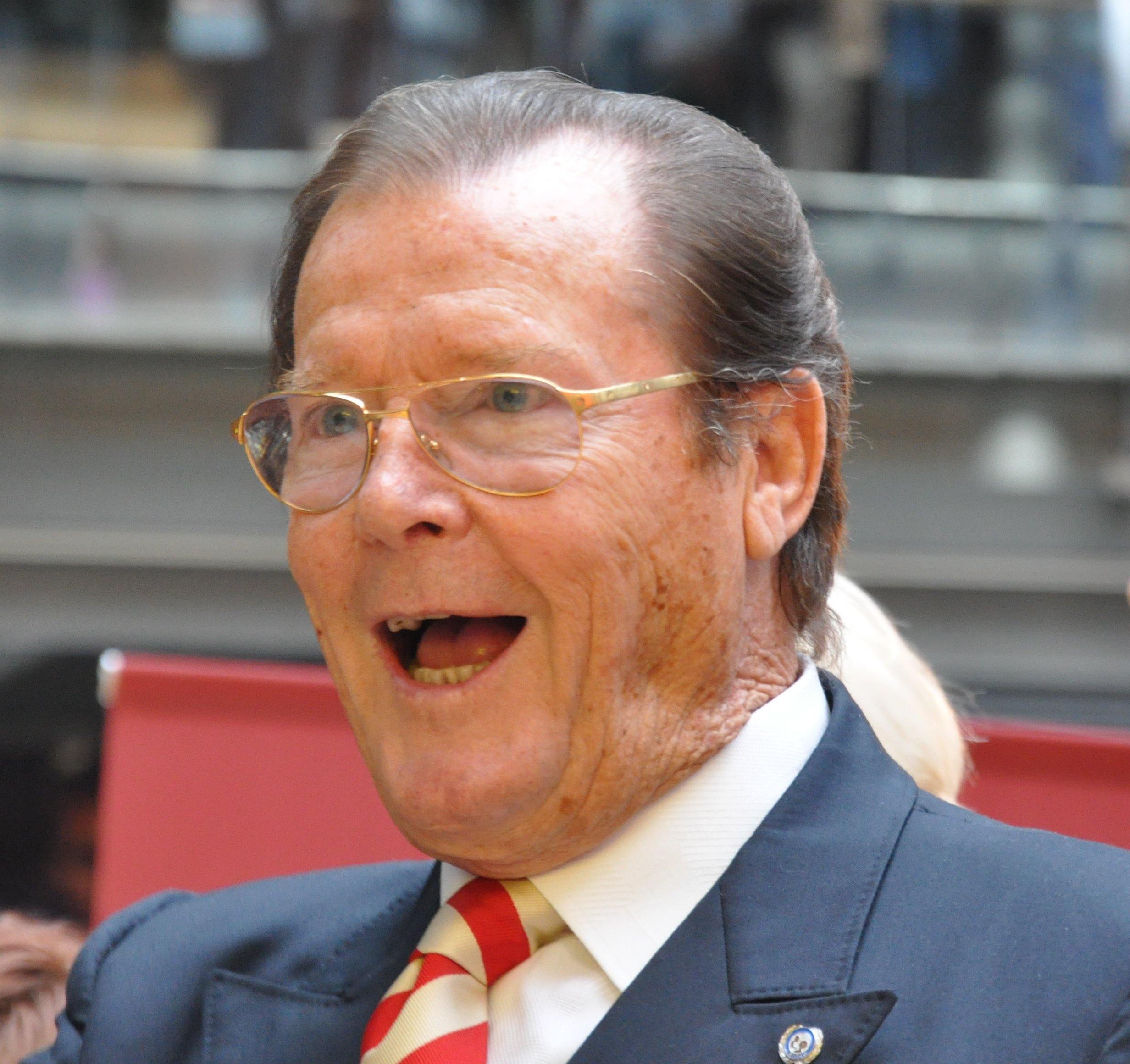
Sir Roger Moore in 2009

Sir Roger George Moore (Stockwell, Lambeth, Londen, 14 oktober 1927 – Crans-Montana, Zwitserland, 23 mei 2017) was een Britse acteur die vooral bekend werd door de rol van geheim agent James Bond in zeven Bondfilms, die uitkwamen tussen 1973 en 1985 en door zijn rollen in de series Ivanhoe, The Saint en The Persuaders (in Nederland uitgezonden als De Versierders en in België als De Speelvogels).

## Loopbaan
Jonge jaren
Moores moeder Lily Pope was huisvrouw en zijn vader George Alfred Moore was politieman. Toen Moore vijftien jaar was, ging hij naar de kunstacademie om schilder te worden. Later werd hij leerling bij een animatiestudio. Daarna studeerde hij negen maanden aan de Royal Academy of Dramatic Art (RADA). Tegen het eind van de Tweede Wereldoorlog diende hij bij het Britse leger als 2e luitenant. Nadat hij het leger verliet, had hij baantjes bij theaters, de televisie en de radio.
Begin jaren vijftig werkte hij als model en verscheen in vele advertenties voor producten, variërend van tandpasta tot truien. Zijn vroegst bekende tv-optreden was op 27 mei 1950, toen hij in het eenmalige BBC-programma Drawing-Room Detective verscheen. Het programma nodigde de kijkers thuis uit om aanwijzingen te vinden voor een misdaad, die voorkwam in een toneelstuk. Het programma werd gepresenteerd door BBC-legende Leslie Mitchell en ook Alec Ross en Michael Ripper verschenen. Moore heeft sindsdien niet meer voor de BBC gewerkt.
Moore acteerde al langer, want in de zomer van 1944 speelde hij als figurant een soldaat in Caesar and Cleopatra (1945). Tot 1954 bleef hij figureren in films als Perfect Strangers (1945), Piccadilly Incident (1946) en One Wild Oat (1951).
Begin jaren vijftig kreeg Moore een contract bij MGM. De films die volgden waren geen grote successen. Hij zei zelf dat ze "no bloody good" waren. Titels uit die tijd zijn The Last Time I Saw Paris (1954) en The King's Thief (1955). De rol van captain Michael Stuart in The Miracle (1959) kreeg hij omdat Dirk Bogarde die geweigerd had.
Doorbraak
Uiteindelijk werd Roger Moore bekend via de televisie. Tussen 1958 en 1959 verscheen hij in 39 afleveringen van Ivanhoe, waarin hij Sir Wilfred of Ivanhoe speelde. Vanaf 1961 werd de serie ook in Nederland uitgezonden. In 1959 en 1960 speelde hij Silky Harris in The Alaskans, een 37-delige avonturenserie. Zijn volgende serie was Maverick, waarin hij tussen 1959 en 1961 de rol van Beauregard Maverick vertolkte, de Engelse neef van het hoofdpersonage (gespeeld door James Garner).
Roger Moore bleef ook in films verschijnen, maar tv lag hem in die dagen beter. Vanaf 1962 werd hij wereldberoemd als Simon Templar in The Saint. Tot 1969 werden 118 afleveringen gemaakt en verschenen twee 'films' (combinaties van afleveringen tot een avondvullende speelfilm). Moore regisseerde zelf negen afleveringen en was voor sommige afleveringen coproducent.
Uiteindelijk verloor hij zijn belangstelling voor de rol van Templar en richtte zich weer op zijn filmcarrière. Hij maakte Crossplot (1969) en The Man Who Haunted Himself (1970). De films deden echter niet veel en hij richtte zich weer op tv-werk, opnieuw met succes. Van mei 1970 tot juni 1971 werd de serie The Persuaders opgenomen, in Nederland bekend als De Versierders. Er werden 24 afleveringen gemaakt. Moore speelde de Engelse Lord Brett Sinclair, Tony Curtis de Amerikaanse playboy Danny Wilde. De serie werd opgezet voor vijf jaar, maar werd na een jaar geannuleerd omdat het concept van deze dure, in Europa zeer populaire reeks niet aansloeg in de VS.
Bond
Voor Moore was dit achteraf gezien een voordeel. Had de serie wel vijf jaar gelopen, dan was hij de rol van 007 misgelopen. In 1973 debuteerde hij als James Bond in Live and Let Die. De studio wilde aanvankelijk Sean Connery terug, maar die sloeg elk financieel aanbod af . Roger Moore verscheen in totaal in zeven Bondfilms, één meer dan Connery. Zijn laatste optreden als Bond was in A View to a Kill (1985), hij was toen 57. In 1986 kondigde hij aan te zullen stoppen als Bond. Vergeleken met Connery en ook zijn opvolger Timothy Dalton bracht hij een humoristisch element in agent 007. Tijdens zijn Bondjaren verscheen Moore ook in andere films, zoals Gold (1974), Shout at the Devil (1976), North Sea Hijack (1979), Escape to Athena (1979) en The Sea Wolves (1980).
Latere jaren
Na zijn Bondtijd deed Moore het rustig aan. Hij verscheen pas in 1990 weer op het witte doek in Fire, Ice & Dynamite. Wel sprak hij in 1987 de stem in van Lummi Ukko in The Magic Snowman.
Op 9 augustus 1991 werd hij benoemd tot UNICEF-goodwillambassadeur, waaraan hij sindsdien een groot deel van zijn tijd besteedde. Zijn bevordering van CBE naar KBE in 2003 had hij daaraan te danken.
In de jaren negentig verscheen Moore in films als Bullseye! (1990), Bed & Breakfast (1992) en The Man Who Wouldn't Die (1994). Met Jean-Claude Van Damme speelde hij in The Quest (1996) en hij speelde ook een rol in Spice World (1997). Na de eeuwwisseling speelde hij nog in The Enemy (2001), Boat Trip (2002) en Foley & McColl: This Way Up (2005).
In 2008 heeft Roger Moore zijn autobiografie My word is my bond gepubliceerd, in het Nederlands vertaald als Voor altijd James Bond. Tijdens zijn promotietour voor dit boek verscheen hij op 8 december 2008 in een aflevering van Pauw & Witteman. In een interview met The Sunday Telegraph in april 2009 zei Moore dat hij definitief was gestopt met acteren.

## Privéleven
Op 9 december 1946 trouwde Moore met schaatsster Doorn Van Steyn (1922-2010). In 1953 verliet hij haar voor zangeres Dorothy Squires (1915-1998), met wie hij op 6 juli van dat jaar trouwde. Squires was twaalf jaar ouder en toen veel beroemder dan Moore. In 1961 verliet Moore ook haar tijdens de opnamen voor Il Ratto Delle Sabine in Italië, waar hij Luisa Mattioli (1936-2021) had leren kennen, die ook in die film speelde. Ze gingen samenwonen en trouwden in 1969, want pas toen was Squires bereid te scheiden. Met Mattioli kreeg hij een dochter, Deborah (27 oktober 1963), en twee zoons: Geoffrey (28 juli 1966) en Christian (18 augustus 1973). Na ruim 25 jaar werd het huwelijk in 1996 onverwacht beëindigd. Op 10 maart 2002 trouwde hij voor de vierde keer, met de Zweedse Christina 'Kiki' Tholstrup (1942). Met haar bleef hij getrouwd tot aan zijn dood. Ze woonden in Zwitserland en Monte Carlo.
Op 23 mei 2017 overleed Moore na een kort ziekbed aan kanker in zijn Zwitserse woonplaats Crans-Montana. Op 10 juni werd hij begraven te Monaco, na een besloten plechtigheid.

## Eerbewijzen
- 1999: Commander of the Order of the British Empire (CBE) voor zijn acteerprestaties
- 2003: Knight Commander of the Order of the British Empire (KBE), bij bevordering, voor zijn charitatieve werken, vooral voor UNICEF
- 2007: Ster op de Hollywood Walk of Fame op 7007 Hollywood Boulevard (Los Angeles)
- 2008: Commandeur in de Franse Ordre des Arts et des Lettres
- 2012: Eredoctor aan de University of Hertfordshire

## Filmografie
- The Saint (2017) – Jasper
- Christmas at Castlebury Hall (2011) – Edward Duke of Castlebury
- Cats & Dogs: The Revenge of Kitty Galore (2010) – Tab Lazenby (stem)
- Gnomes and Trolls: The Forest Trial (2010) – Leif (stem)
- Agent Crush (2008) – Burt Gasket (stem)
- Foley & McColl: This Way Up (televisiefilm, 2005) – Butler
- Here Comes Peter Cottontail: The Movie (2005) – January Q. Irontail (stem)
- The Fly Who Loved Me (2004) – De Kerstman (stem)
- Boat Trip (2002) – Lloyd Faversham
- Alias (televisieserie) – Edward Poole, SD-9 (afl. The Prophecy, 2002)
- Tatort (televisieserie) - cameo als zichzelf (afl. Schatten, 2002)
- The Enemy (2001) – Hoofdinspecteur Robert Ogilvie
- The Dream Team (televisieserie) – Desmond Heath (1999)
- Spice World (1997) – De Chief
- The Saint (1997) – Stem op de autoradio
- The Quest (1996) – Lord Edgar Dobbs
- Noel's House Party (televisieserie) – Zichzelf (Episode 4.1, 1994)
- The Man Who Wouldn't Die (televisiefilm, 1994) – Thomas Grace/Inspector Fulbright
- Bed & Breakfast (1992) – Adam
- Bullseye! (1990) – Garald Bradley-Smith/Sir John Bevistock
- Feuer, Eis & Dynamit (1990) – Sir George
- The Magic Snowman (1987) – Lumi Ukko, de sneeuwman (stem)
- A View to a Kill (1985) – James Bond
- The Naked Face (1984) – Dr. Judd Stevens
- Curse of the Pink Panther (1983) – Hoofdinspecteur Jacques Clouseau
- Octopussy (1983) – James Bond
- For Your Eyes Only (1981) – James Bond
- The Cannonball Run (1981) – Seymour Goldfarb Jr.
- Sunday Lovers (1980) – Harry Lindon (segment 'An Englishman's Home')
- The Muppet Show (televisieserie) – Zichzelf (Episode 5.24, 1980)
- The Sea Wolves (1980) – Kapt. Gavin Stewart
- Moonraker (1979) – James Bond
- Escape to Athena (1979) – Majoor Otto Hecht
- North Sea Hijack (1979) – Rufus Excalibur Ffolkes
- The Wild Geese (1978) – Lt. Shawn Fynn
- The Spy Who Loved Me (1977) – James Bond
- Sherlock Holmes in New York (televisiefilm, 1976) – Sherlock Holmes
- Shout at the Devil (1976) – Sebastian Oldsmith
- The Sicilian Cross (Gli Esecutori, Street People) (1976) – Ulysses
- London Conspiracy (1976) – Lord Brett Sinclair
- Sporting Chance (televisiefilm, 1976) – Lord Brett Sinclair
- That Lucky Touch (1975) – Michael Scott
- The Man with the Golden Gun (1974) – James Bond
- Gold (1974) – Rod Slater
- Mission: Monte Carlo (1974) – Lord Brett Sinclair
- Bacharach 74 (televisiefilm, 1974) – Ouwe zwerver
- Live and Let Die (1973) – James Bond
- The Persuaders (televisieserie) – Lord Brett Sinclair (24 afl., 1971-1972)
- The Man Who Haunted Himself (1970) – Harold Pelham
- Crossplot (1969) – Gary Fenn
- The Saint (televisieserie) – Simon Templar aka The Saint (118 afl., 1962-1969)
- The Fiction Makers (1968) – Simon Templar
- Vendetta for the Saint (1968) – Simon Templar
- The Trials of O'Brien (televisieserie) – Roger Taney (afl. What Can Go Wrong, 1965)
- No Man's Land (Un Branco di Vigliacchi) (1962) – Enzo Prati
- The Rape of the Sabine Women (Il Ratto Delle Sabine) (1961) – Romulus
- The Roaring 20's (televisieserie) – 14 Karat John (afl. Right Off the Boat: Part 1 & 2, 1961)
- Gold of the Seven Saints (1961) – Shaun Garrett
- The Sins of Rachel Cade (1961) – Paul Wilton
- Maverick (televisieserie) – Beauregard Maverick (17 afl., 1959-1961)
- The Miracle (1959) – Kapt. Michael Stuart
- The Alaskans (televisieserie) – Silky Harris (37 afl., 1959-1960)
- Alfred Hitchock Presents (televisieserie) – Inspector Benson (Afl. The Avon Emeralds, 1959)
- The Third Man (televisieserie) – Jimmy Simms (afl. The Angry Young Man, 1959)
- Ivanhoe (televisieserie) – Sir Wilfred of Ivanhoe (39 afl., 1958-1959)
- Lux Video Theatre (televisieserie) – Rol onbekend (afl. The Taggart Light, 1957)
- Goodyear Television Playhouse (televisieserie) – Patrick Simmons (afl. A Murder Is Announced, 1956)
- This Happy Breed (televisiefilm, 1956) – Billy
- Diane (1956) – Prins Henry
- The King's Thief (1955) – Jack
- Interrupted Melody (1955) – Cyril Lawrence
- The Last Time I Saw Paris (1954) – Paul Lane (professioneel tennisser)
- Hallmark Hall of Fame (televisieserie, 3 afl., 1953)
- Robert Montgomery Presents (televisieserie, 2 afl., 1953)
- One Wild Oat (1951) – Klein rolletje (niet op aftiteling)
- Due mogli sono troppe (1950) – Ornitholoog in de trein
- Trottie True (1949) – Toneelknecht Johnny (niet op aftiteling)
- Paper Orchid (1949) – Klein rolletje
- Piccadilly Incident (1946) – Klein rolletje (niet op aftiteling)
- Gaiety George (1946) – Toeschouwer (niet op aftiteling)
- Caesar and Cleopatra (1945) – Romeins soldaat (niet op aftiteling)
- Perfect Strangers (1945) – Soldaat (niet op aftiteling)

## Boeken
Roger Moore heeft vijf boeken gepubliceerd:
- Moore, Roger (1974), Roger Moore als James Bond over Live and Let Die. Bussum: CentriPress. ISBN 90-305-0058-1. Vertaling van: Roger Moore as James Bond, Roger Moore's own account of filming Live and Let Die.
- Moore, Roger, met Gareth Owen (2008), Voor altijd James Bond. Amsterdam: Uitgeverij Forum. ISBN 978-90-492-0011-4. Vertaling van: My word is my bond.
- Moore, Roger, met Gareth Owen (2013), Bond over Bond, Het ultieme boek over 50 jaar James Bondfilms. Utrecht: Veltman Uitgevers. ISBN 978-90-483-1007-4. Vertaling van: Bond on Bond, The ultimate book on 50 years of Bond movies.
- Moore, Roger, with Gareth Owen (2014), Last man standing, Tales from Tinseltown. London: Michael O'Mara Books Limited. ISBN 978-1-78243-286-9.
- Moore, Roger, with Gareth Owen (2017), À bientôt …. London: Michael O'Mara Books Limited. ISBN 978-1-78243-861-8.